# Nova vas pri Šmarju
Nova vas pri Šmarju este o localitate din comuna Šmarje pri Jelšah, Slovenia, cu o populație de 63 de locuitori.